# Mieduniszki Małe
Mieduniszki Małe [mjɛduˈniʂki ˈmawɛ] (tiếng Đức: Klein Medunischken; 1938–1945 Medunen) Là một ngôi làng ở quận hành chính của Gmina Banie Mazurskie, trong huyện Gołdapski, Warmińsko-Mazurskie, ở miền bắc Ba Lan, gần biên giới với Kaliningrad của Nga. Nó nằm khoảng 10 kilômét (6 mi)   phía tây bắc Banie Mazurskie, 22 km (14 mi) về phía tây của Gołdap và 114 km (71 mi) về phía đông bắc của thủ đô khu vực Olsztyn.
Trước năm 1945, khu vực này là một phần của Đức (Đông Phổ).
Ngôi làng có dân số 130.